# 德式酸菜

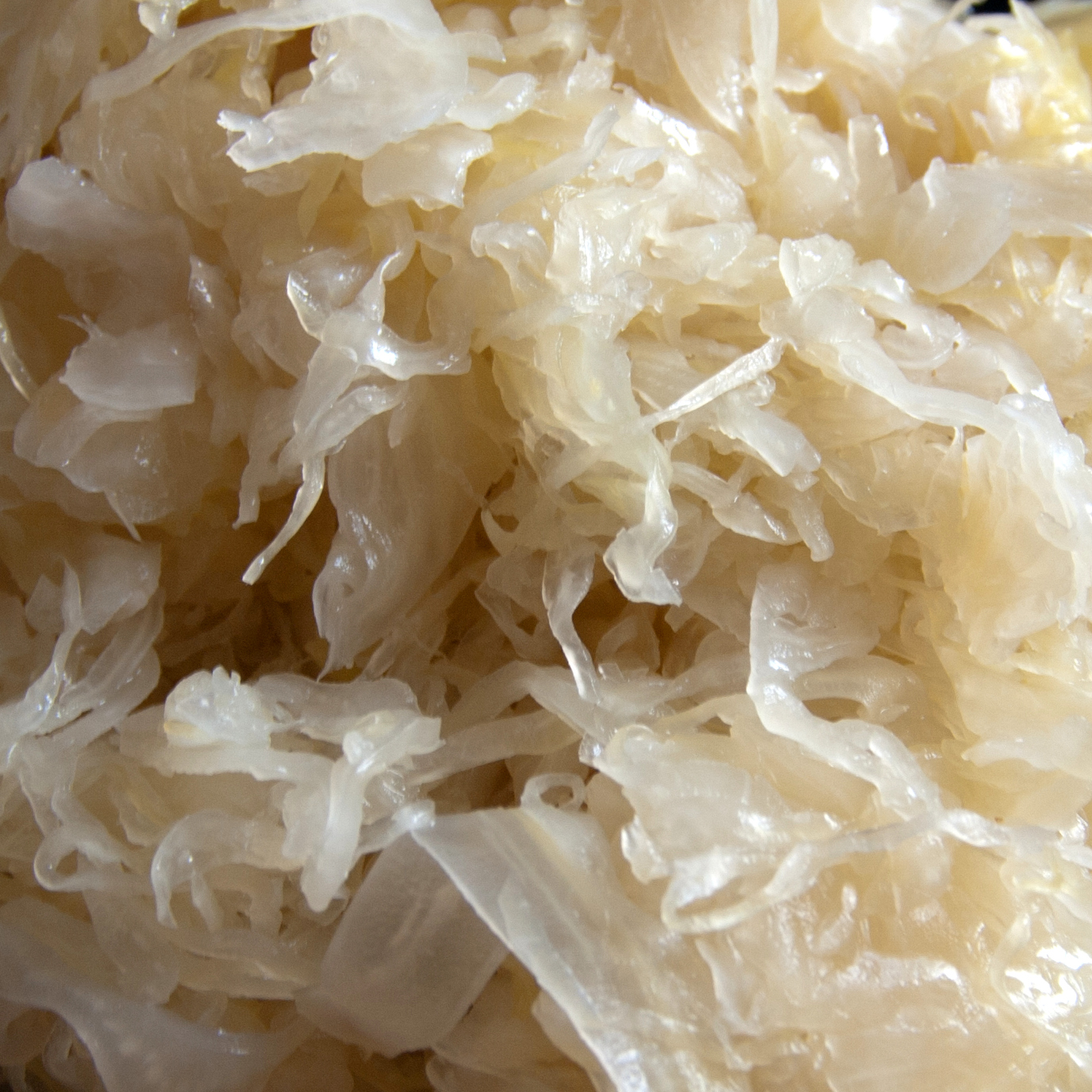
德式酸菜

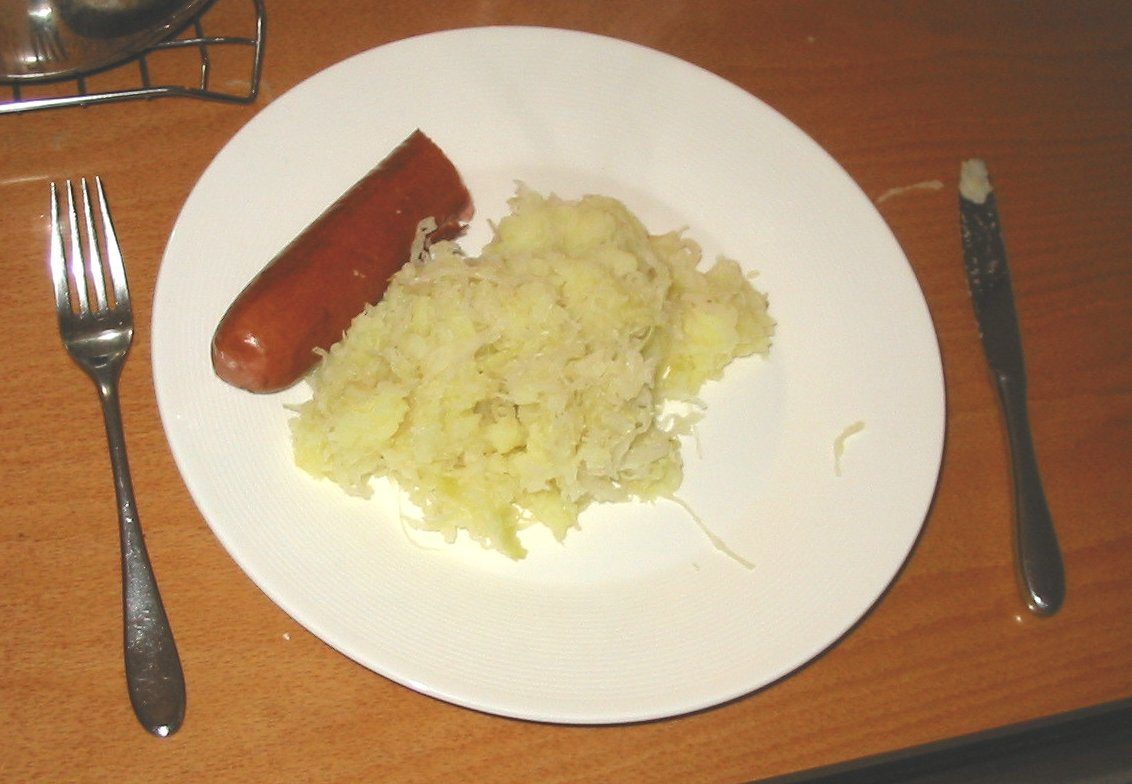
德式酸菜和香腸

德式酸菜（德語：Sauerkraut；/ˈsaʊərkraʊt/；德語發音：[ˈzaʊ.ɐˌkʁaʊt] ⓘ）是德国的传统食品，用高麗菜或大头菜醃製。现常见于德国和美国的威斯康辛州。常用於搭配肉類產品如香腸或德国猪脚，也常被用来制作鲁宾三明治。

## 历史
公元一世紀的古羅馬時代就有食用此發酵類蔬菜的紀錄，罗马作家老加图在他的著作《农业论》中就提到用盐来腌白菜和萝卜，加以保存。
雖然德國酸菜有「德國」兩字，但起源未必是德國。有人認為是蒙古人成吉思汗引入到欧洲的，其他講法還有作法起源於中國由韃靼人引入到歐洲並經過改良。它於16世紀到18世紀之間在东欧和日耳曼菜肴裡扎根，但也传到了其他国家，包括法国（在法国则叫「choucroute」，意即「酸菜」）。

## 連結
- RichCat 山羊居: Kraut 德國酸菜 （页面存档备份，存于）